# Кастри
Кастри́, Кастри́с (англ. Castries) — столица государства Сент-Люсия. Располагается на северо-западном побережье острова, на границе залива Порт-Кастри и полуострова Вижи. Туристический и образовательный центр, транспортный узел.

## География
Кастри расположен на северо-западном побережье острова Сент-Люсия на востоке Карибского моря, на берегу закрытой глубоководной бухты в 65 км на юг от Фор-де-Франса (Мартиника). Рядом с городом расположен холм Морн-Фортюне (260 м над уровнем моря.
Международное сообщение осуществляется через порт Кастри и международный аэропорт им. Джорджа Чарльза (последний принимает около 400 тысяч пассажиров в год преимущественно рейсами из других стран Карибского бассейна).

## История
Хотя остров Сент-Люсия был открыт европейцами уже в 1502 году, на протяжении более чем ста лет его колонизации препятствовало яростное сопротивление местных племён карибов. Город на месте современного Кастри был основан в 1650 году французами и первые десятилетия своего существования носил имя Каренаж (фр. Carénage — «безопасная гавань»). Первые поселенцы обосновались в северной части современного Кастри, на полуострове, ныне носящем название Вижи, но к 1767 году основная масса населения города уже жила южнее, рядом с рекой, впадающей в залив Пти-Кю-де-Сак. В 1756 году переименован в Кастри в честь маркиза Шарля де Кастри — будущего маршала Франции и министра военно-морского флота Людовика XVI.
После того как к 1746 году французские власти достигли соглашения с карибами о возможности въезда большего количества европейских поселенцев, Сент-Люсия начала развиваться как сельскохозяйственная колония, процветание которой обеспечивал труд ввозимых из Африки рабов. Основной выращиваемой культурой стал сахарный тростник. Развитое сахарное производство Сент-Люсии и глубоководный порт Кастри — единственный способный принимать большие военные корабли в восточной части Карибского бассейна — сделали остров объектом интереса для англичан. За XVII и XVIII века Англия и Франция воевали 14 раз, и за это время Кастри 7 раз переходил из рук в руки. О ценности острова и его главного порта свидетельствует тот факт, что на одних из переговоров шла речь об обмене Сент-Люсии на всю французскую Канаду. Рядом с городом для защиты его и гавани французы выстроили форт Морн-Фортюне (фр. Morne Fortuné), который также неоднократно переходил из рук в руки. По этому поводу шведский писатель Бенгт Шёгрен писал:
Печальный памятник этих дней возвышается и у Кастри — это форт с его казармами, бастионами и другими сооружениями. Некоторые из них были воздвигнуты англичанами лишь в годы оккупации в XVIII и даже в XIX веке. Строительство возобновлялось и в 1901 году. И лишь после подписания в 1904 году договора о «единстве действий» Англии и Франции форт этот потерял своё значение.
Окончательное господство Великобритании над Сент-Люсией было установлено в 1814 году, и в следующие три десятилетия британцы превратили Кастри в главный морской порт региона. К 1830-м годам население Кастри, как и острова в целом, на 90 % состояло из выходцев из Африки и их потомков. После упразднения рабства в Британской империи в 1833 году основой экономики острова оставалось сельское хозяйство, основными культурами в котором, помимо сахарного тростника, стали бананы и кофе. В 1942 году, в ходе Второй мировой войны, два корабля, стоявших в порту Кастри, стали целью торпедной атаки немецких подводных лодок. При атаке погибли несколько человек.
Город страдал от пожаров в 1785 и 1812 году. Сильный пожар затронул примерно половину территории города в мае 1927 года. В июне 1948 года так называемый Большой пожар Кастри, начавшийся с горячего утюга в портняжной лавке на северо-востоке города, уничтожил 80 % его застройки — около 40 кварталов жилых и торговых зданий. Более 800 семей лишились во время пожара крова и всего имущества. В итоге огонь был потушен силами персонала базы ВВС США во Вьё-Форе. Кастри был фактически отстроен заново и в процессе строительства обеспечен современной городской инфраструктурой. После того как в феврале 1979 года была провозглашена независимость Сент-Люсии от Великобритании, Кастри стал столицей нового государства.

## Население
Согласно переписи населения Сент-Люсии в 2010 году, в округе Кастри проживали 60 тысяч человек, или около 40 % населения страны. В то же время большинство населения округа приходилось на сельскую местность, тогда как в самом городе Кастри проживал лишь 3661 человек, а в целом в городской агломерации, включая пригороды, — 19,8 тысячи человек. Доля населения Сент-Люсии, приходящаяся на город Кастри, за период с 2001 по 2010 год снизилась с почти 8 % до 2,5 % в результате миграции из столицы в сельскую местность и в округ Грос-Айлет.
По данным 2010 года в городе насчитывалось 1640 домохозяйств, в среднем состоявших из 2,5 человек каждое.

## Экономика и культура

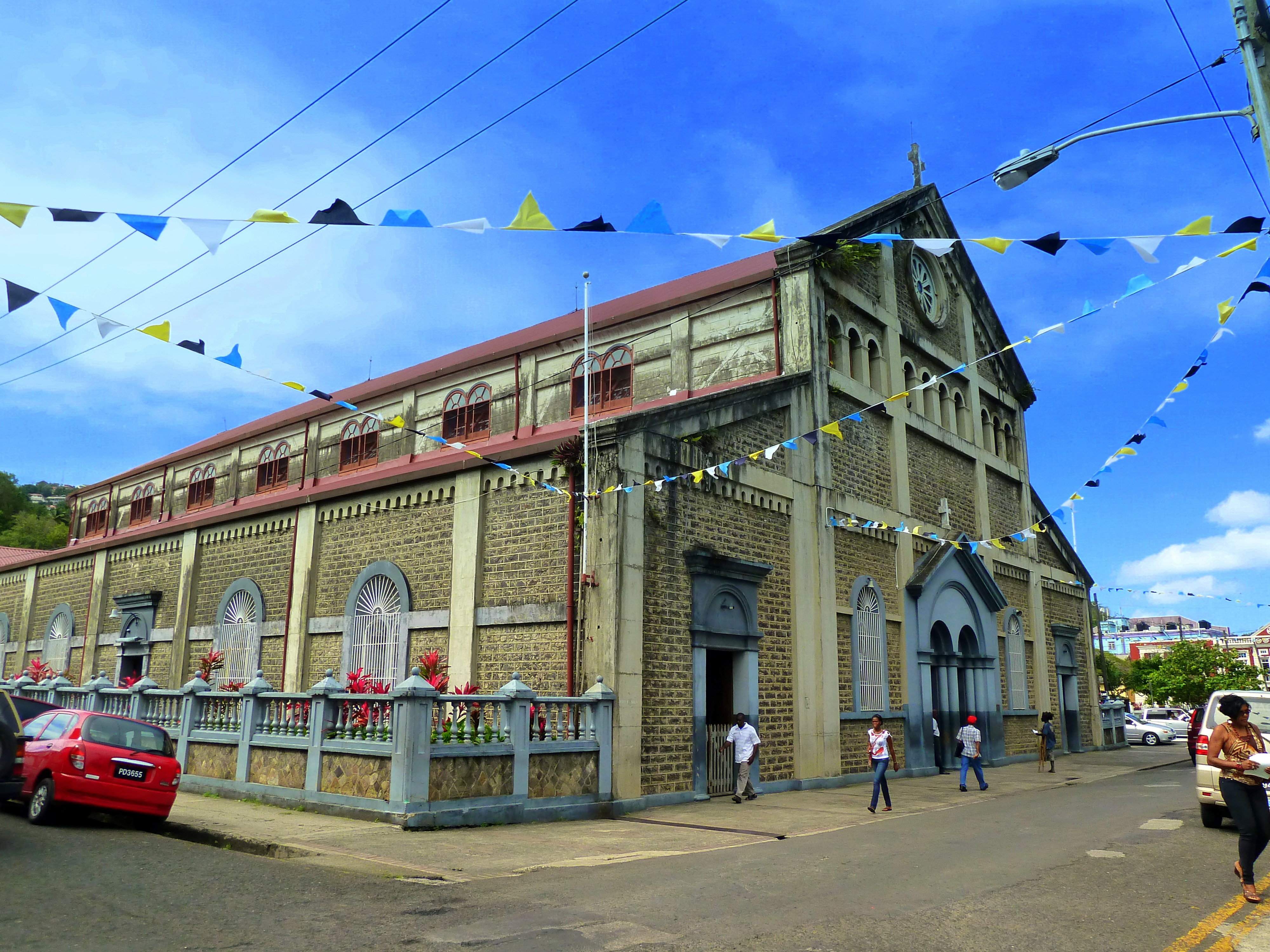
Собор Непорочного Зачатия

Через порт Кастри проходит в год около 1000 судов, включая круизные лайнеры. Экспорт включает главным образом бананы, а также сахарный тростник, ром, патоку, какао, кокосовые орехи и копру, лаймы и другие тропические фрукты, соки и эфирные масла. В городе действуют предприятия по переработке сельскохозяйственной продукции, налажено производство сахара, лимонного сока, рома, безалкогольных напитков, а также сувениров ручной работы. Уровень безработицы среди трудоспособного населения Кастри в 2010 году составлял 25 % — значительно выше, чем в среднем по стране (20,6 %).
Помимо парламента и правительства Сент-Люсии, в Кастри работает секретариат Организации Восточно-карибских государств и расположена штаб-квартира Восточно-карибского Верховного суда. Высшее образование представлено филиалом Университета Вест-Индии. В городе действует научно-исследовательская ботаническая станция.
Кастри — центр торговли и туризма, главным образом развлекательного (парусный спорт, дайвинг). Несмотря на долгий период британского владычества и периодические перестройки города после пожаров, в городе сохраняются французские топонимы, а в местной культуре (в особенности в кухне) заметно французское влияние. Наиболее заметный памятник архитектуры — католический собор Непорочного Зачатия (1894—1931), являющийся крупнейшим культовым сооружением в странах Карибского моря. Ещё одно сохранившееся после пожаров культовое сооружение — церковь Св. Троицы. Другие туристские достопримечательности включают площадь Дерека Уолкотта, в 1993 году переименованную в честь удостоенного Нобелевской премии по литературе уроженца Кастри; на площади установлены бюсты Уолкотта и второго нобелевского лауреата с Сент-Люсии — экономиста Артура Льюиса.